# Eva Placzek

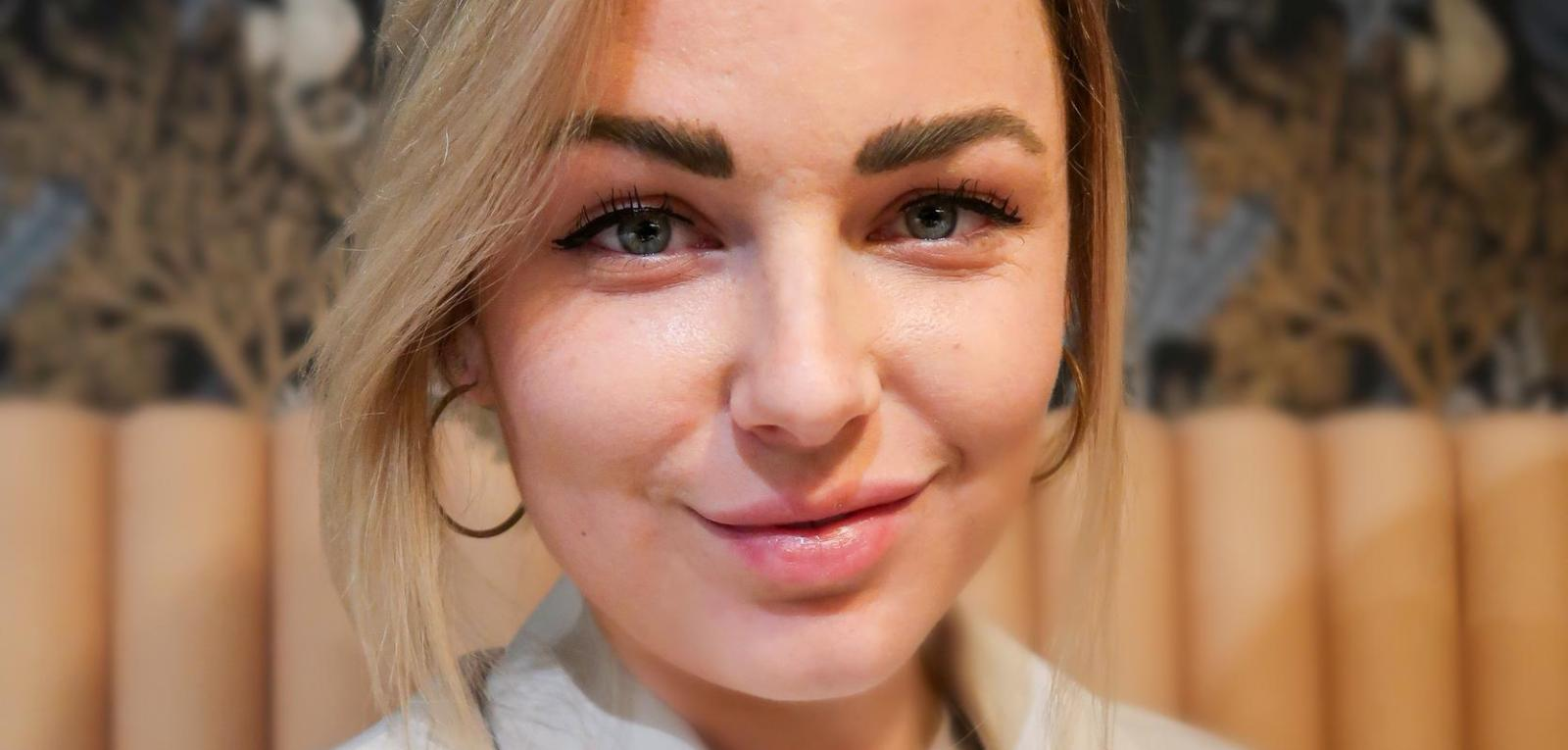
Eva Placzek (2024)

Eva Simone Placzek (* 1997 in Thalau, Hessen als Eva Neudert) ist eine deutsche Hebamme und Vize-Miss Germany 2023. Sie setzt sich für bessere Bedingungen in der Geburtshilfe für Patientinnen und Hebammen und insbesondere gegen Gewalt in der Geburtshilfe ein.

## Leben
Placzek wuchs bis zum Alter von 12 Jahren in der Rhön im Ort Thalau auf und besuchte die Winfriedschule in Fulda. Danach zog die Familie nach Schöllkrippen in Unterfranken, wo Placzek als freiberufliche Hebamme arbeitet.
Nach eigenen Angaben war Hebamme schon als kleines Mädchen der Berufswunsch von Placzek. Doch die mit 18 Jahren begonnene Ausbildung brach sie zunächst nach einem Dreivierteljahr ab, da sie von den Zuständen in der deutschen Geburtshilfe schockiert war. Nach ihrer Darstellung wurde sie durch die Gewalt in der Geburtshilfe und den Druck auf sie mitzumachen psychisch gebrochen. Sie wandte sich auch anderen Berufsfeldern zu, schloss aber einige Jahre später doch die Hebammenausbildung mit dem Staatsexamen ab. Sie hat einen BSc in Wirtschaftspsychologie und arbeitete zwei Jahre lang als Flugbegleiterin.
Im Jahr 2022 heiratete sie ihren Freund Marcel Placzek.
Im Februar 2024 veröffentlichte sie ihr Buch Ich, Hebamme, Mittäterin, in dem sie Gewalt in der Geburtshilfe kritisiert und auch beschreibt, wie sie von Vorgesetzten unter Androhung von Konsequenzen zu Übergriffen gegen Frauen gezwungen wurde.
Sie ist Mitbetreiberin des Projekts und Podcasts Frauenstark.

## Wahl zur Miss Germany 2023
Im September 2022 wurde bekannt, dass Placzek zur Förderung ihres Kampfes für eine menschlichere Geburtshilfe als eine von 115.000 Kandidatinnen für den Titel der Miss Germany 2023 kandidierte. Sie erreichte als eine von zehn Kandidatinnen das Finale am 4. März 2023, das von Kira Geiss gewonnen wurde. Seitdem trägt Placzek den Titel Vize-Miss Germany. Schon am Folgetag war sie wieder mehrfach als Hebamme tätig.

## Einsatz gegen Gewalt in der Geburtshilfe
Placzek setzt sich für mehr Menschlichkeit in der Geburtshilfe und insbesondere gegen die Gewalt darin ein. Das Gesundheitssystem berechne Geburten nur nach Stunden. Dadurch verschlimmere sich ein eklatanter Hebammenmangel, der zu einem kaum zu bewältigenden Arbeitspensum führe. Eins-zu-Eins-Betreuung sei kaum noch möglich, dies führe auch zu fehlender Aufklärung und zu Zeitdruck des Personals, der Gewalt Vorschub leiste. Laut Placzek ist das Geburtshilfesystem unmenschlich geworden. Die Patientinnen würden ungenügend aufgeklärt.
Als Beispiele für physische, psychische und systemische Gewalt in der Geburtshilfe nennt Placzek, dass Frauen bei der Geburt beispielsweise nicht ernst genommen, unter Druck gesetzt, oft angeschrien, bedroht und erpresst würden mit Aussagen wie „Machen Sie mit, sonst stirbt Ihr Kind“ oder „Wenn Sie das jetzt nicht tun, sind Sie selbst schuld, wenn wir in den OP fahren müssen“. Vaginale Untersuchungen würden wegen des Zeitdrucks grob und ohne Vorwarnung, somit auch ohne Einverständnis durchgeführt. Ohne Einverständnis würden auch Medikamente verabreicht und andere, in ihrer Sinnhaftigkeit zweifelhafte Eingriffe wie der Dammschnitt vorgenommen. Auch das zu enge Vernähen nach der Geburt (Husband Stitch) komme vor. Manche dieser Praktiken wie der aus dem 19. Jahrhundert stammende, von der WHO nicht empfohlene Kristeller-Handgriff werden laut Placzek auch nicht dokumentiert, denn „was nicht in den Akten steht, ist nie passiert, bekamen wir schon früh in der Ausbildung unter vorgehaltener Hand gesagt.“
Placzek wurde laut ihrer Beschreibung selbst zur Mittäterin, als sie eine Frau, die deutlich „Nein“ sagte, gegen ihren Willen vaginal untersuchte. Die leitende Hebamme habe ihr sonst Konsequenzen angedroht.
Mit Argumenten wie „Sei doch froh, dein Kind ist gesund“ werden Frauen laut Placzek nachträglich unter Druck gesetzt, keine Kritik zu üben. Mutter und Kind würden gegeneinander ausgespielt, Missbrauch und Übergriffe im Nachhinein, oft völlig unberechtigt, als notwendig deklariert, dass das Kind keinen Schaden genommen habe.
Laut Placzek gibt es auch „viele wunderschöne Geburten“ in Kliniken, in denen die Hebammen und Ärzte korrekt und einfühlsam arbeiten. Aber um dies sicherzustellen, müssten flächendeckende Maßnahmen beschlossen werden. Sie rät Patientinnen, gut vorbereitet und mit sensibilisierten Begleitpersonen in den Kreißsaal zu gehen. Placzek setzt sich für die Einrichtung einer Ethikkommission ein, die Machtmissbrauch in der Geburtshilfe vorbeugt. Auch eine Auslagerung der Geburtshilfe aus dem Klinikbetrieb wie in den Niederlanden sei zu überlegen. Zudem kritisiert Placzek, dass Hebammen finanziell schlecht gestellt seien.
Die österreichische Kronen Zeitung widmete im März 2024 dem Thema Gewalt in der Geburtshilfe eine dreiteilige Serie, mit dem jeweiligen Schwerpunkt auf Placzek, eine betroffene traumatisierte Patientin und die Protestbewegung Roses Revolution.

## Zitate
„Es ist unvorstellbar, die Wörter Gewalt und Geburt in einen Satz zu bringen. Leider gibt es aber immer wieder Fachkräfte, die ihre Macht missbrauchen. Das fängt an mit vaginalen Untersuchungen, die vorher nicht angekündigt werden. Man kann sich das auch gar nicht vorstellen, dass so etwas passiert, aber jeden Tag aufs neue werden Beine auseinandergerissen, die ganze Hand reingerammt und die Frau schreit „Nein“ und trotzdem wird weitergemacht. Oder einfach mal bei der Geburt die Fruchtblase mit dem Finger aufpieksen – das kann niemand nachweisen und bekommt die Frau auch nicht mit.“

„Wenn wir alle mehr aufbegehren würden, dann würde sich auch schneller etwas ändern.“

## Werke
- Ich, Hebamme, Mittäterin: Mein Einsatz gegen Gewalt im Kreißsaal und für eine sichere Geburtshilfe. Goldegg Verlag, Berlin 2024, ISBN 978-3-99060-378-9